# Semjén Zsolt
Semjén Zsolt (Budapest, 1962. augusztus 8. –) magyar politikus, 1994 és 1998 között, illetve 2002-től országgyűlési képviselő.
1989 óta a Kereszténydemokrata Néppárt (KDNP) alapító tagja, de rövid ideig (1997–1998) a Magyar Demokrata Fórum parlamenti képviselőcsoportjában politizált. 1997-ben Giczy Györggyel szemben még alulmaradt a KDNP elnökségéért vívott küzdelemben, de 2003-tól a párt elnöke, 2006 és 2010 között országgyűlési frakciójának vezetője. 2010-től általános miniszterelnök-helyettes, emellett 2010-től 2018-ig a második és a harmadik Orbán-kormány nemzetpolitikáért felelős tárca nélküli minisztere. 2018-tól 2022-ig a negyedik Orbán-kormány nemzetpolitikáért, egyházügyekért és nemzetiségekért felelős tárca nélküli minisztere. 2022-től az ötödik Orbán-kormányban miniszterelnök-helyettesi pozícióját megtartva a nemzetpolitikáért, nemzetiségpolitikáért, egyházpolitikáért és egyházdiplomáciáért felelős miniszter.
Semjén személye és tevékenysége körül a 2010-es évektől a közvéleményben többször felkorbácsolódtak az indulatok, 2012-ben teológiai és szociológiai szakdolgozata kapcsán plágiummal, 2018-ban pedig luxusvadászatokkal vádolták meg.

## Tanulmányai
1981-ben érettségizett a budapesti Szilágyi Erzsébet Gimnáziumban, majd 1984-ig hivatalsegédként dolgozott a budapesti Kisipari Termeltető Vállalatnál. Ekkor felvették a Pázmány Péter Római Katolikus Hittudományi Akadémiára, ahol 1990-ben teológusi diplomát szerzett. 1989-ben megszerezte a baccalaureatus, 1990-ben a licentiatus, 1991-ben a laureatus fokozatot. 1987-ben felvették az ELTE Bölcsészettudományi Kar szociológia szakára, ahol 1992-ben szerzett másoddiplomát. Rövid ideig az ELTE Állam- és Jogtudományi Karára járt. 1997-ben szerzett teológiai laureatus fokozatát a Pázmány Péter Katolikus Egyetem vallástudományi PhD-fokozattá minősítette át. 2014-ben a Nyugat-magyarországi Egyetem Erdőmérnöki Karán MA szintű vadgazdálkodási diplomát szerzett.

## Politikai pályafutása

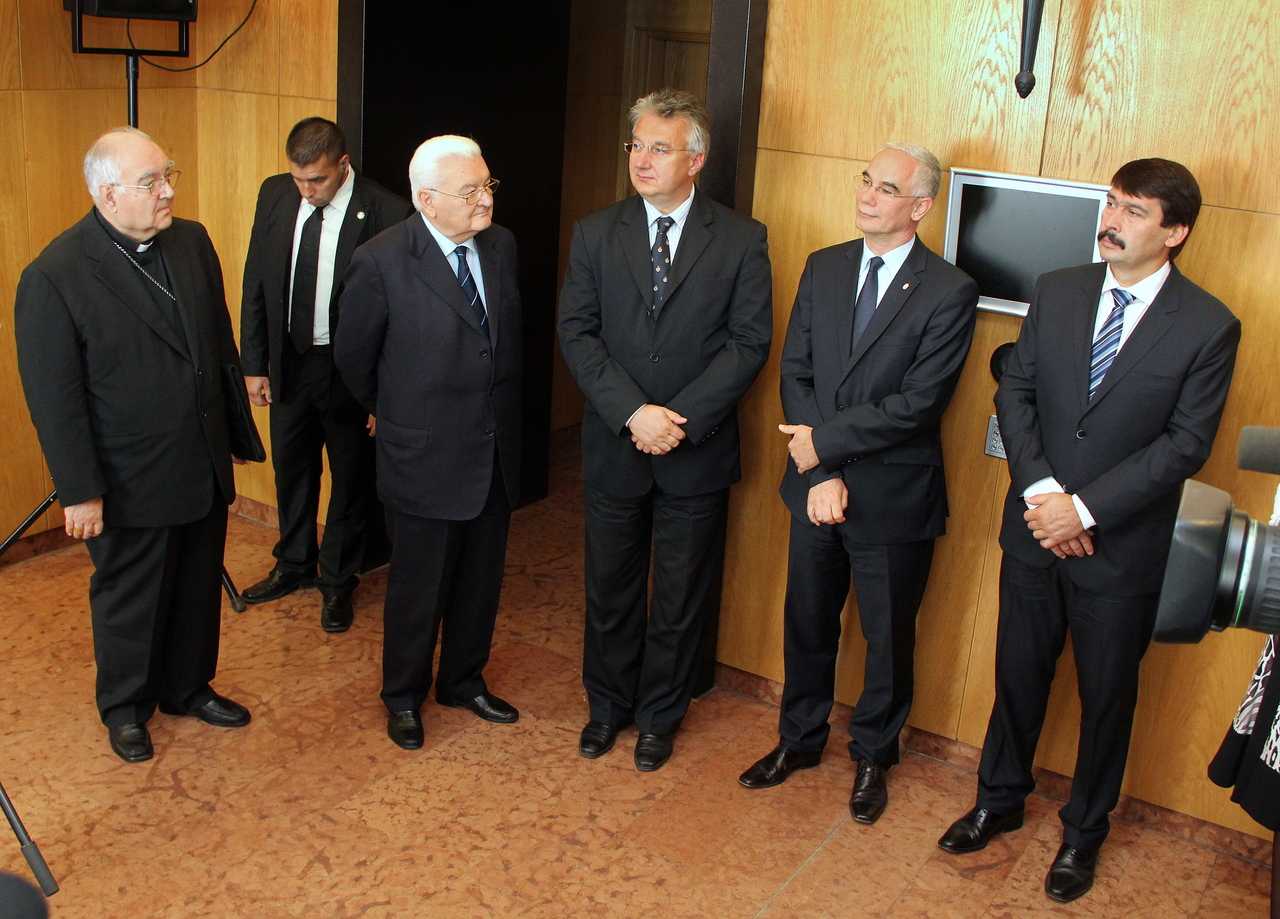
A 2012-es Mindszenty-konferencia megnyitóján: Alberto Bottari de Castello, Boross Péter, Semjén Zsolt, Balog Zoltán, Áder János

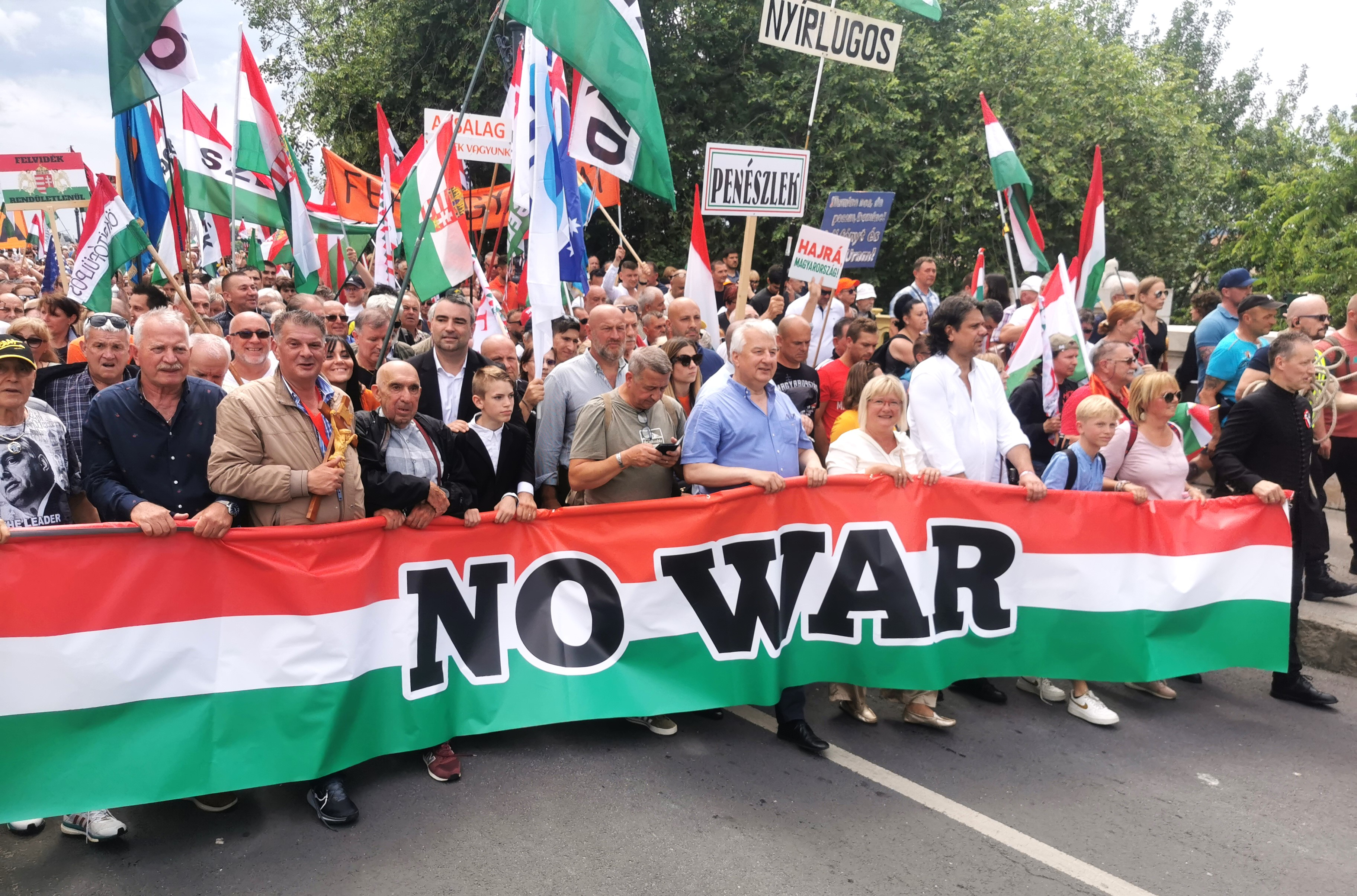
Semjén Zsolt a Békemenet élén

1989 tavaszán a Kereszténydemokrata Néppárt egyik alapító tagja. 1990 és 1994 között az Országgyűlés Hivatalának alkalmazottja, a KDNP-frakció hivatalvezetője, frakciótitkára, valamint 1993 és 1994 között szóvivője is volt.
1990-ben a párt I–II. kerületi szervezetének elnökévé választották, és az országos elnökség, majd 1990-től 1991-ig az intézőbizottság tagja volt. Az 1990-es önkormányzati választáson II. kerületi önkormányzati képviselővé választották, az MDF–FKGP–KDNP-frakció vezetője, valamint az egészségügyi és szociális bizottság elnöke. 1993 és 1994 között a párt fegyelmi és etikai bizottságának elnöke is volt. Az 1994-es országgyűlési választáson a KDNP országos listájáról jutott be az Országgyűlésbe, annak jegyzőjévé választották. 1995-ben a KDNP-frakció helyettes vezetőjévé választották.
1997 során a KDNP belső válsága pártszakadással fenyegetett, aminek során Semjén a Giczy György pártelnökkel szembehelyezkedő belső ellenzék sorait erősítette. Miután több megyei pártszervezet is a centrista politikát hirdető Semjén pártelnöki jelölését támogatta, Giczy egyetlen kihívójaként vállalta a megméretést. A KDNP tisztújító választmánya 1997. június 21-én végül 133:102 szavazattal megtartotta pozíciójában Giczyt, Semjén pedig ötödmagával együtt a párt egyik alelnöke lett. Az ellenségeskedés azonban nem szűnt meg, július 15-én a KDNP parlamenti frakciójából távozott a régi-új pártelnök és öt párttársa, a további kilépésekkel és kizárásokkal pedig július 25-én hivatalosan is megszűnt a képviselőcsoport. Ezzel Semjén országgyűlési jegyzői pozícióját elveszítette, és függetlenként folytatta a képviselői munkát. Rövid ideig a KDNP és a Magyar Demokrata Fórum (MDF) egyesülésével a Kereszténydemokrata Unió (KDU) létrehozásán fáradozott, a KDNP országos választmánya 1997. október 25-i ülésén azonban nagy többséggel elutasította a tervet. Semjén a választmányi ülés levezetése, a szavazás körüli vélelmezett visszaélések miatti tiltakozásul felfüggesztette párttagságát, lemondott alelnöki tisztségéről, majd november 3-án egyedüliként az MDF képviselőcsoportjához csatlakozott (tizenegy párttársa már szeptemberben a Fidesz-frakció tagja lett, tízen pedig függetlenek maradtak).
1998-ban az MDF országos listájának 15. helyén indult az országgyűlési választáson, emellett ő vezette az MDF Veszprém megyei területi listáját, és új anyapártja egyéni képviselőjelöltként is indította Pásztón, de végül nem került be a parlamentbe. 1998 júliusa és 2002 májusa között a polgári koalíciós Orbán-kormányban helyettes államtitkári rangban a Nemzeti Kulturális Örökség Minisztériumában működő egyházi kapcsolatok titkárságát vezette. Ebben az időszakban szerveztek nemzetközi egyházi csúcstalálkozót Magyarországon, rendezték a vitákat az Apostoli Szentszékkel, visszaállították a hitoktatás állami finanszírozását, megállapodást kötöttek a történelmi egyházakkal, rendezték a közfeladatokat ellátó egyházi intézmények államiakkal egyenlő finanszírozását.
A 2002-es országgyűlési választáson a Fidesz és az MDF közös országos listájáról szerzett újra mandátumot, immár a Fidesz frakciójához csatlakozva. 2002-ben az újjáalakult KDNP elnökhelyettese lett, majd Varga László halála után a KDNP elnöke lett. Tisztségében azóta hatszor választották újra. Programja szerint a KDNP olyan önálló párt marad a Fidesz vezette szövetségben, amely tételesen vállalja a keresztény egyházak társadalmi tanait.
A 2006. évi országgyűlési választáson az eredeti jelölt visszavonása miatt elindították Bács-Kiskun megye 7. választókerületében (Kalocsa központtal), ahol egyéni mandátumot szerzett. Az új Országgyűlés megalakulásakor a KDNP frakcióvezetője, illetve a Magyar Szolidaritás Szövetség társelnöke lett (Orbán Viktor mellett). 2010-ben megvédte egyéni mandátumát. Az Országgyűlésben az emberi jogi, kisebbségi, civil- és vallásügyi bizottság tagja, melynek 2002 és 2006 között alelnöke is volt. Kormányzati szerepe miatt az új parlamentben egyetlen bizottságban sem szerepel.
2010. május 29-től a második Orbán-kormány miniszterelnök-helyettese, a kormányfő első, egyben általános helyettese, a kabinet nemzetpolitikáért felelős tagja.
2014. április 6-án a kormányzó pártok közös országos listájának második helyéről kapott újabb mandátumot. A júniusi kormányalakuláskor megőrizte mindkét – általános miniszterelnök-helyettesi és nemzetpolitikáért felelős tárca nélküli miniszteri – posztját.
2016. június 14-től ő az elnöke a 138/2016. (VI. 13.) Korm. rendelettel életre hívott Nemzeti Címer Bizottságnak.
2018. április 8-án a Fidesz–Kereszténydemokrata Néppárt – harmadszorra is – kétharmados többséggel nyerte meg a parlamenti választásokat, az országos lista második helyéről szerzett újabb mandátumot. Orbán Viktor negyedik kormányában ismét általános miniszterelnök-helyettes, nemzetpolitikai, nemzetiségpolitikai, egyházpolitikai, egyházdiplomáciai miniszter.
2022-től az ötödik Orbán-kormányban nemzetpolitikáért, nemzetiségpolitikáért, egyházpolitikáért és egyházdiplomáciáért felelős miniszter, miniszterelnök-helyettes.
Kormányzati tevékenysége során egyik kezdeményezője nagypéntek munkaszüneti nappá nyilvánításának. Semjén Zsolt benyújtója volt a magyar állampolgárságról szóló 1993. évi LV. törvény módosításának. 2017. november 10-én a Magyar Állandó Értekezleten jelentette be, hogy letette az esküt az egymilliomodik új magyar állampolgár. A kedvezményes honosítási törvény hatására a Kárpát-medencében 940 ezren tettek állampolgársági esküt, míg a diaszpórában 160 ezren kapták meg a magyar állampolgárságot, azaz tíz év alatt 1,1 millióan váltak magyar állampolgárrá. A 2010-es kormányváltást követő években Semjén Zsolt felelt a nemzetpolitikáért, amelynek eredményei közé tartozik, hogy tíz év alatt megtízszereződött a határon túliak támogatásának összege, sok ezer program indult, az óvodától az egyetemig a magyar állam tartja fenn a külhoni intézményrendszert, ezer új óvoda és több mint háromezer templom épült vagy újult meg. Semjén Zsolt felügyelete alatt a magyarországi nemzetiségek jelentős többletforráshoz jutottak: 2010 és 2020 között a bolgár, a görög, a horvát, a lengyel, a német, az örmény, a román, a ruszin, a szerb, a szlovák, a szlovén és az ukrán nemzetiségi civil szervezetek és egyházak támogatására szánt összeg megötszöröződött.

## Politikán kívüli tevékenysége
1996-ban címzetes egyetemi docensi kinevezést kapott, vizsgáztat.
1998 óta tagja a Szuverén Máltai Lovagrendnek, 2011 óta nagykeresztes lovag.
1999-ben a római Accademia Angelica Constantiniana rendes tagja.
2015-től a Karmelita Rendben (OCD) konfráter.
2010-től az Országos Magyar Vadászati Védegylet elnöke.
Semjén Zsolt kezdeményezésére, 2011. június 29-én avatták fel Budapest belvárosában, a Szabadság téren Ronald Reagan amerikai elnök szobrát.

### Nemzetközi Eucharisztikus Kongresszus
Áder János és Semjén Zsolt részvételével nyílt meg a Nemzetközi Eucharisztikus Kongresszus 2021-ben. A miniszterelnök-helyettes találkozott Ferenc pápával is, aki az esemény miatt látogatott Magyarországra. Később a Szentatya apostoli áldásban részesítette Semjént a 60. születésnapja alkalmából. Hasonló pápai áldás a Vatikán honlapjáról vásárolható. Ezzel szemben az említett dokumentumot Konrad Krajewski bíboros írta alá, és Erdő Péter bíboros hozta el és adta át. Semjén Zsolt miniszterelnök-helyettes, Erdő Péter bíboros, esztergom-budapesti érsekkel a Római Magyar Akadémián kitüntette Gallagher érseket és Parolin bíborost az Eucharisztikus kongresszusért végzett munkájukért.

### „Egy a természettel” – a vadászati világkiállítás
Semjén Zsolt nyitóbeszédet mondott a 2021-es „Egy a természettel” címen meghirdetett vadászati világkiállításon, amelyet az 1971-es budapesti vadászati világkiállítás 50. évfordulójának tiszteletére szerveztek. A rendezvény megszervezését még 2011 szeptemberében ajánlotta a politikus a magyar vadásztársadalomnak, a 2015-ös FeHoVán bejelentette, a 2016-oson pedig már tényként közölte, hogy Magyarország kormánya is támogatja a projektet. A vadászati világkiállítás látogatóinak száma rekordot döntött. Az esemény húsz napig tartott, a központi helyszínt összesen 616 ezren keresték fel. A vidéki helyszíneket, amelyeken 2021 végéig zajlottak a programok, október 15-ig mintegy 1 millió 420 ezren keresték fel. A központi helyszínen több mint 60 ezer diák vett részt a programokon. Az ország 386 településéről 514 csoport, Budapestről 15-16 ezren tekintették meg a látnivalókat; továbbá a jószolgálati program keretében több mint 2300 belépőt igényeltek a fogyatékossággal élőket segítő szervezetek.

### Ferenc pápa apostoli útja Magyarországon
2023 februárjában a Szentszéki Sajtóiroda igazgatója, Matteo Bruni bejelentette, hogy Őszentsége Ferenc pápa elfogadva a polgári és egyházi méltóságok meghívását, 2023. április 28. és 30. között Magyarországra utazik apostoli útra. A pápalátogatásért – melyet a kormány kiemelt fontosságú eseménnyé nyilvánított – állami részről Semjén Zsolt miniszterelnök-helyettes felelt.

## Személye körüli ellentmondások

### A svédországi vadászatok ügye
Semjén Zsolt 2012-től kezdődően rendszeresen vett részt svédországi vadászatokon, ahogy arról a Magyar Nemzet egy 2018-as cikkében beszámolt. A lap szerint a vadászatokon esetenként helikopterrel eredtek az elejtendő zsákmány – rén- és jávorszarvasok – nyomába, és a lap szerint az is előfordult, hogy egy egész hotelt kibéreltek, hogy Semjén Zsolt és társasága ne találkozzon másokkal. A vadászatok költsége a felmerült luxusigények miatt akár 4-5 millió forint lehetett. A Magyar Időkben később cáfolat is megjelent a sajtóban keringő összegekről. A lap információgyűjteménye alapján nem hotelben, csak egy panzióban szálltak meg, azt pedig nem is bérelték ki egészen, a panzióban Semjénék ottlétekor is voltak vendégek. A vadászat összegét a Magyar Idők a sajtóban megjelent 4-5 millió helyett csupán 1 millió forintra saccolta. A HírTV később videót is közölt a helikopteres vadászatról.
Semjén Zsolt a közösségi oldalán az Origo tényfeltáró cikkét megosztva reagált a hírre. A mellékelt sajtóanyag arról írt, hogy Svédországban a helikopterre egyetlen ok miatt van szükség: az elejtett vad húsát csak és kizárólag így tudják elszállítani feldolgozásra, aminek az oka, hogy a skandináv területeken a sarkkörnél nincsenek utak, a terület mocsaras, autóval nem lehet megközelíteni a vadászati területeket, a helyi törvények szerint pedig hús nem hagyható kint, azt minden alkalommal el kell szállítani. Ezt, a már leírt körülmények miatt helikopterrel teszik meg.
A vadászatok költségét nem Semjén, hanem egy üzletember, Farkas József utalta el, akinek cégei a 2010 utáni időszakban többszáz millió forintnyi támogatást és megbízást nyertek el az kormányzati intézményektől, miközben a miniszterelnök-helyettes Semjén Zsolt volt. Farkas és ügyvédje ellentmondásos nyilatkozatokat tett arról, hogy az utakat Farkas vagy cége fizette-e. Adószakértők szerint Semjénnek az ajándékokba kapott skandináv vadászatok után adót vagy illetéket kellett volna fizetnie. Semjén Zsolt szerint erre azért nincs szükség, mert az útra nem miniszterelnök-helyettesként, hanem vadászként kapott meghívást.
A korrupciógyanús vadászatokról a svéd sajtóban is megjelentek cikkek. Az Aftenbladet cikkéből kiderült, hogy Svédországban nincsenek vadon élő rénszarvasok, az állatoknak tulajdonosa van és hozzászoktak az ember közelségéhez. A cikkben a Semjén vadászatáról készült videót is közzé tették, mire válaszul a lapnál jelentkezett Niklas Jonsson, aki kijelentette, hogy a videóban látható, elejtett szarvas az övé. Állítása szerint a felvételen látható a szarvas füljelzője, ami egyértelműen bizonyítja a tulajdonjogot és állította, hogy senkinek nem adott engedélyt az állat megölésére, arról nem is volt tudomása. Niklas Jonsson állításait a Magyar Nemzetnek nyilatkozó vadászszervezők cáfolták. Elmondták, hogy a magyar politikus minden alkalommal jól ellenőrzött körülmények között ejtette el a zsákmányát, a vadászatok pedig a lelőtt vadak tulajdonosának felügyelete mellett történt, tehát kizárt, hogy Niklas Jonsson szarvasát ejtette volna el Semjén. Hozzátették, hogy a kilőtt rénszarvasok árát minden alkalommal kifizették, legálisan zajlott minden. A svéd sértett állításait a későbbi svéd nyomozás sem erősítette meg.
A svéd rendőrség számos intézkedést hajtott végre az ügyben, köztük több kihallgatást is, de mivel bűncselekmény gyanúja senkivel szemben nem merült fel, „a nyomozás holtpontra jutott”, így azt 2019-ben lezárták. Magyarországon az ügyben nyomozás, vagy vagyonnyilatkozati eljárás nem indult.

### Plágiumügye
2012. november 18-án a HVG című újság honlapja azt írta, hogy a miniszterelnök-helyettes 1991-es, a Pázmány Péter Hittudományi Akadémián (PPKE HTK) megvédett teológiai témájú laureatus doktori disszertációja jelentős mennyiségű szövegazonos átvételt, illetve szó szerinti fordítást tartalmaz korábban megjelent művekből, idézőjelek megfelelő használata nélkül. A PPKE nem indított vizsgálatot az ügyben.
Másnap, november 19-én az jelent meg a sajtóban, hogy jelentős átfedéseket találtak Semjén Zsolt 1992-es, az Eötvös Loránd Tudományegyetem (ELTE) Szociológia Tanszékére beadott szakdolgozata és a doktori disszertáció között. A kormány politikai provokációnak és hamisnak ítélte a vádat, és nyilvánosan elérhetővé tette a dolgozatokat. Semjén Zsolt a plágiumgyanúval kapcsolatban a botrány kirobbanásakor azt nyilatkozta, hogy az „teljes képtelenség, maga a feltételezés is meghökkentő".
Pár nap múlva azt írta meg a HVG, hogy a szociológiai szakdolgozat második kiadásából több oldal lényegében szó szerint megegyezik Molnár Attila Károlynak, Semjén Zsolt egykori konzulensének két később publikált cikkével. Molnár Attila Károly írásban nyilatkozott, hogy sosem vette át egyik diákjának sem a szövegét.
A gyanúval kapcsolatosan 2012. november 23-án Tausz Katalin, az ELTE Társadalomtudományi Karának dékánja a Népszabadsághoz eljuttatott közleményében indokolatlannak minősítette bármilyen vizsgálat lefolytatását Semjén Zsolt szakdolgozatával kapcsolatban. Az ELTE ezután vizsgálatot indított, és december 7-én elkészült jelentésében megállapította a jelentős szövegazonosságot, és kimondta, hogy Semjén Zsolt súlyos szakmai-etikai vétséget követett el. Ugyanakkor Tausz szerint sem az ELTE 1992-es tanulmányi és vizsgaszabályzata, sem az 1992-es, sem a 2012-es magyar törvények nem adnak lehetőséget, hogy bármilyen hivatalos eljárás induljon a megalapozatlanul kiállított egyetemi oklevél ügyében, így eljárásrend hiányában az egyetem részéről semmilyen következménye nincs az ügynek.
Jobbágyi Gábor jogász, a PPKE egyetemi tanára szerint az ELTE-s szakdolgozat esetében nem lehet plágiumról beszélni, mert Molnár Attila Károly művei később jelentek meg, a szakdolgozatot pedig a szerzői jog védi. Ráadásul Molnár Attila Károly maga is tagja volt az államvizsga-bizottságnak, és jelesre értékelte a művet. Az ELTE szerinte abban is hibázott, hogy nem küldött határozatot az érintettnek a vizsgálat után.
December 8-án Semjén Zsolt sajtótájékoztatót tartott, ahol azt állította, hogy 1992-ben jóhiszeműen, az ELTE oktatóinak iránymutatása szerint járt el, és visszautasította az erkölcsi vádakat.
Az ügyhöz kapcsolódik, hogy a Népszava 2012. novemberi, illetve a Népszabadság decemberi és 2013. januári cikkei szerint a PPKE szabálytalanul minősítette át 1997-ben Erdő Péter akkori dékán egyedi döntésével a laureatus fokozatot vallástudományi PhD-vé, mert az egyetemen nem volt vallástudományi képzés, a politikus mögött pedig sem a doktori szabályzatban előírt tudományos munka, publikáció, sem nyelvtudás nem állt. Szuromi Szabolcs, a PPKE rektora többször is visszautasította a vádakat. A PPKE rektora a válasznyilatkozata szerint az átminősítést egy nemzetközi szakértői bizottság végezte egyedi eljárásban, az nem automatikus, vagy Erdő Péter egyszemélyi döntése volt, így az átminősítés minden tekintetben megfelelt a hatályos egyházi és állami előírásoknak. Az átminősítéssel kapcsolatban megjegyezte, hogy mivel „hittudományi tudományág” nem szerepelt az akkori magyar tudományági felsorolásban, ezért a Magyar Akkreditációs Bizottság (MAB) vallástudományi doktori képzés nélkül is „vallástudományi doktori programként” ismerte el a hittudományi képzést.

## Kitüntetései
Egyházi munkáját a Magyar Katolikus Püspöki Kar 1994-ben Pro Ecclesia Hungariae kitüntetéssel jutalmazta, 2010-ben Pro Caritate-díjas.
1997-ben Pázmány Péter-emlékérmet kapott a katolikus egyetem tanácsától.
1998 decemberében II. János Pál pápa a Nagy Szent Gergely-rend lovagparancsnoki keresztjével, 2002-ben pedig a Szent Szilveszter-rend nagykeresztjével tüntette ki.
1998-ban lett a Szuverén Máltai Lovagrend nagykeresztes lovagja.
2000-ben Konstantinápoly egyetemes pátriárkája, I. Bartholomaiosz is kitüntette, tőle kapta az ortodoxia egyik legmagasabb elismerését, a Pammakarisztoszi Legszentebb Istenszülő Szent Keresztjét, valamint 2013-ban a Szent János Evangélista a Teológus elnevezésű érdemrendet.
2010-ben Giesswein Sándor-díjat kapott.
2011-ben megkapta az Olasz Köztársaság nagy tiszti érdemrendjét.
2011. június 29-én (a Szabadság téri szoboravatás napján) az amerikai Ronald Reagan Elnöki Alapítványtól átvehette a Ronald Reagan Nemzetközi Szabadság Díjat.
2012-től a Nemzetközi Vadászati és Vadvédelmi Tanács (C.I.C.) Patrónusa és a Nagy Aranyérem kitüntetettje.
2016-ban az Év Nemzetközi Törvényhozója díjat (International Legislator Award) adták át az amerikai székhelyű vadászati világszervezet (SCI) Las Vegas-i konvencióján a kormányfő-helyettesnek, a vadvilág megőrzésének előmozdításáért és a fenntartható vadászat szabadságának támogatásáért.
2021. május 27-én pedig átvehette a Lengyel Köztársasági Érdemrend parancsnoki kereszt kitüntetést.
2022-től az Aranygyapjas rend tulajdonosa. Ungváry Krisztián állítása szerint az ügy hátterében az állhat, hogy a magyar állam egy szerződésben 99 évre elkötelezte évi 100.000 euró bérleti díj fizetésére a család számára Habsburg Ottó Magyarországon lévő irataiért. Ezzel szemben szó sincs semmiféle titkosságról, az adományozás mindig is olvasható volt Semjén Zsolt magyar és idegen nyelvű életrajzában, a honlapján. Az adományozás és a Habsburg Ottó Alapítvány összefüggéseit semmi sem támasztja alá. A Rend statútuma szerint a rendet a katolikus hit védelmében tett érdemekért adományozzák.
2024. február 6-án az örmény-magyar kapcsolatok helyreállításáért az Örmény Köztársasági Érdemrenddel tüntették ki.
A Magyar Országos Horgász Szövetség (Mohosz) a Horgászatért érdeméremmel tüntette ki.

## Családja
Nős, felesége, Menus Erzsébet Gabriella középiskolai tanár, karvezető és egyházzenész. Egy leány- és két fiúgyermekük született.

## Művei
- Igenis, szólnunk kell! A kereszténydemokrácia hangja; Márton Áron, Bp., 2000
- Egyházpolitika, egyház és politika – tegnap és ma; Szent István Társulat, Bp., 2003 (Haza a magasban)
- Próbálkozások Krisztus dicséretére; Mikes, Bp., 2003
- Ius resistendi; Barankovics Alapítvány, Bp., 2007 (Kereszténység és közélet)
- Egyenes úton; Barankovics Alapítvány, Bp., 2008 (Kereszténység és közélet)
- Igenis, szólnunk kell!; 2. jav. kiad.; Barankovics István Alapítvány, Bp., 2009 (Kereszténység és közélet)
- Megharcolunk minden magyarért! Mozaikok a magyar nemzet közjogi egyesítéséről, a keresztény politika kísérletéről; Barankovics Alapítvány, Bp., 2011 (Kereszténység és közélet)
- Nemzetpolitika elhangzott a Pázmány Péter Katolikus Egyetemen, a Szent István Társulat "Társulati esték" előadássorozata keretében, 2012. szeptember 24-én; Szent István Társulat, Bp., 2012
- Két pogány közt; Barankovics István Alapítvány, Bp., 2013 (Kereszténység és közélet)
- Egymillió. Mozaikok a nemzetegyesítés és a magyar kereszténydemokrata politika történetéből; Barankovics István Alapítvány, Bp., 2017 (Kereszténység és közélet)
- Földön és égen; Barankovics Alapítvány, Bp., 2018 (megjelent angol, német, francia, olasz és lengyel fordításban)
- Megsejteni a sejthetetlent; Legeza László, Bp., 2018
- Politica Christiana. A kereszténydemokrata politikáról és a keresztény politikusról; Antológia Kiadó, Lakitelek, 2021
- Az örök magyarság küldetésében; Antológia Kiadó, Lakitelek, 2021
- A vadászat választott engem; Dénes Natur Műhely Kft., Budapest, 2021 (megjelent angol, német, szlovák és román fordításban)